# Le plus beau jour de ma vie
«Le plus beau jour de ma vie» —[ lə ply bo ʒuʁ də ma vi ]; en español: «El día más bello de mi vida»— es una canción compuesta por Claude Alix e interpretada en francés por Mony Marc. Fue elegida para representar a Bélgica en el Festival de la Canción de Eurovisión de 1956 mediante la elección interna de INR.

## Festival de la Canción de Eurovisión 1956
Esta canción fue la segunda representación belga en el Festival de Eurovisión 1956 (las reglas de esta edición del festival permitían dos canciones por país), siendo la primera «Messieurs les noyés de la Seine». La orquesta fue dirigida por Léo Souris.
La canción fue interpretada 10.ª en la noche del 24 de mayo de 1956 por Mony Marc, precedida por Suiza con Lys Assia interpretando «Refrain» y seguida por Alemania con Freddy Quinn interpretando «So geht das jede Nacht». Los resultados de las votaciones del festival nunca fueron revelados y solo se anunció la canción ganadora, por lo que se desconoce en qué puesto quedó la canción.
Fue sucedida como representación belga en el Festival de 1957 por Bobbejaan Schoepen con «Straatdeuntje».

## Letra
La canción es del estilo chanson. En esta, la intérprete habla sobre el día de su boda, llamándolo el día más hermoso de su vida.